# STS-29
STS-29 est la huitième mission de la Navette spatiale Discovery effectuée en mars 1989.

## Objectifs
Les objectifs de STS-29 sont de lancer le satellite TDRS-4 ainsi que de réaliser certaines expériences scientifiques dans les domaines de la médecine (effet de l'apesanteur sur les os), de la biologie (expériences sur l'étude des racines et sur l'évolution des embryons de poulets) et sur les nouvelles technologies (test d'un système de climatisation). STS-29 emporte aussi l'expérience OASIS (pour Orbiter Experimens Autonomous Supporting Instrumentation System) qui avait été lancé avec STS-26 qui avait échoué.

## Équipage
- Commandant : Michael L. Coats (2)  États-Unis
- Pilote : John E. Blaha (1)  États-Unis
- Spécialiste de mission 1 : James P. Bagian (1)  États-Unis
- Spécialiste de mission 2 : James F. Buchli (3)  États-Unis
- Spécialiste de mission 3 : Robert C. Springer (1)  États-Unis

Le chiffre entre parenthèses indique le nombre de vols spatiaux effectués par l'astronaute au moment de la mission.

## Paramètres de la mission
- Masse :
  - Navette au décollage : 116 281 kg
  - Navette à l'atterrissage : 88 353 kg
  - Chargement : 17 280 kg
- Périgée : 297 km
- Apogée : 308 km
- Inclinaison : 28,5°
- Période : 90,6 min

## Déroulement

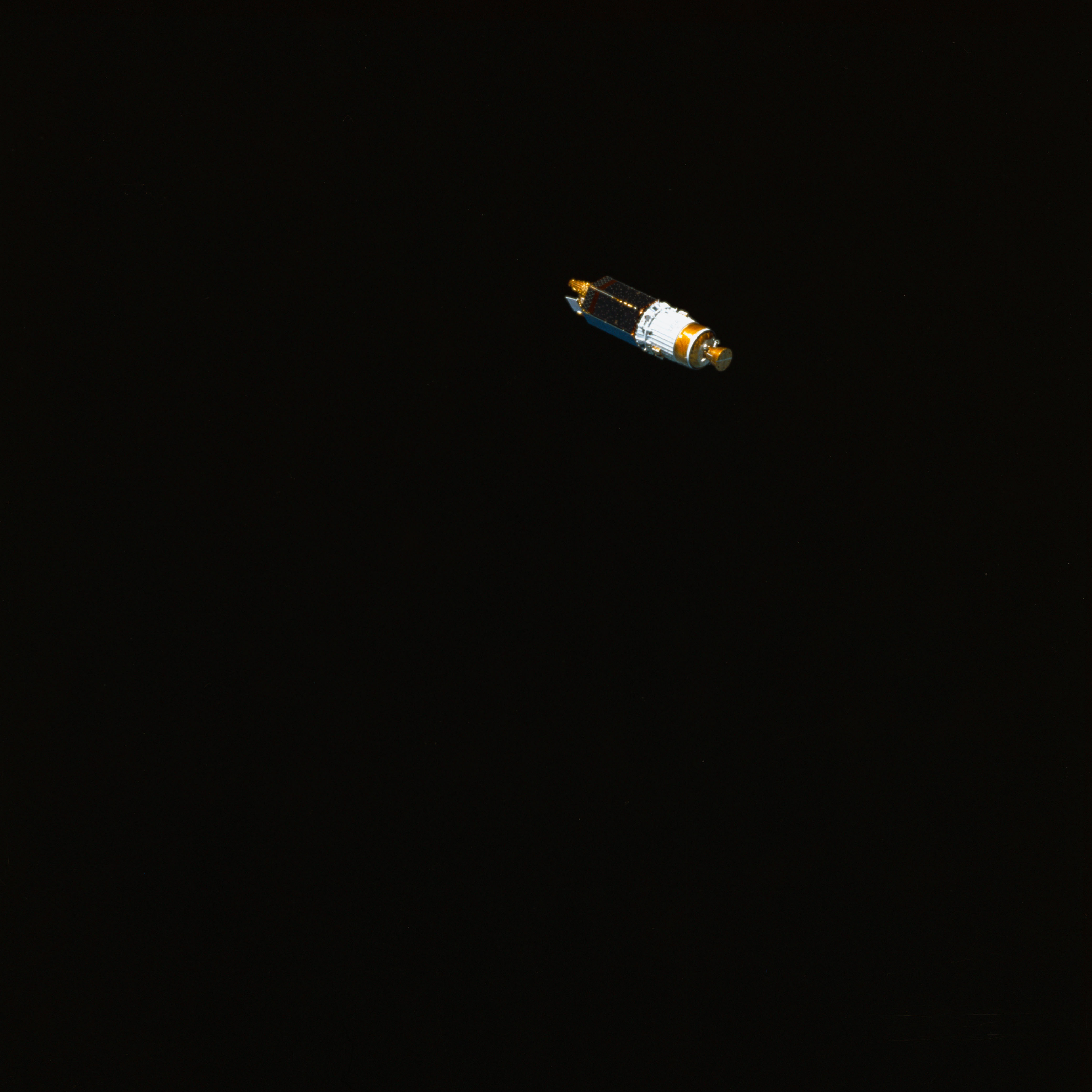
Le satellite TDRS après déploiement

Le décollage de Discovery est prévu le 18 février 1989 mais elle est retardée pour changer les turbopompes qui alimente les moteurs en oxygène. Le décollage est donc reporté au 13 mars mais le décollage est reporté d'une heure cinquante pour que le brouillard se lève et que les vents soient plus favorables. Le 13 mars 1989 à 14h 57, la navette décolle du pas de tir 39B de Cap Canaveral. Le TDRS-4 est déployé avec succès et les astronautes commencent à réaliser les expériences. Le vol est perturbé du problème d'alimentation électrique résolu au 3e jour. Le test sur la climatisation ne fonctionne pas à cause d'un défaut de conception. Le 18 mars 1989 à 14 h 35 l'OV-103 se pose sur la piste 22 de la base d'Edwards, en Californie après 4 jours, 23 heures et 38 minutes et 80 orbites.